# Etiopiens præsidenter
Etiopien blev en republik i 1974. Etiopiens præsidenter og statsoverhoveder har været:

## Formænd af Militærregering (1974-87)
- Aman Mikael Andom (1974)
- Mengistu Haile Mariam (1974)
- Tafari Benti (1974-77)
- Mengistu Haile Mariam (1977-87)

## Præsidenter af Folkerepublikken Etiopien (1987-91)
- Mengistu Haile Mariam (1987-91)
- Tesfaye Gebre Kidan (1991)

## Præsidenter af den Demokratiske Forbundsrepublik Etiopien (1991 – )
- Meles Zenawi (1991-95)
- Negasso Gidada (1995-2001)
- Girma Wolde-Giyorgis Lucha (2001–2013)
- Mulatu Teshome (2013–2018)
- Sahle-Work Zewde (2018–2024)
- Taye Atske Selassie (siden 2024)

Etiopiens præsident er en ceremoniel figur.